# Les Coming Out
Pour les articles homonymes, voir Coming out (homonymie).
Pour plus de détails, voir Fiche technique et Distribution.
Les Coming out (Salir del ropero) est un film espagnol d'Ángeles Reiné sorti en 2019.

## Synopsis
Celia et Sofia sont deux personnes âgées qui partagent leur vie sur l'île de Lanzarote. Toutes les deux décident de se marier. Mais cette décision peut mettre en péril les plans de mariage d'Eva, la petite-fille de Sofia, une ambitieuse avocate sur le point de se marier avec l'héritier d'une riche famille écossaise, aux valeurs très conservatrices.
Le film est remarquable par les rôles et le jeu d'actrices de deux grandes personnalités du cinéma : Rosa Maria Sardà (1941-2020) et Verónica Forqué (1955-2021), disparues peu après le tournage.

## Distribution
- Rosa Maria Sardà : Celia
- Verónica Forqué : Sofia
- Ingrid García Jonsson : Eva
- David Verdaguer : Jorge
- Candela Peña : Perla
- Mónica López : Natasha
- Pol Monen : Said
- Malcolm Treviño-Sitté : Tom

## Lieu de tournage
Le film est tourné principalement dans la commune d'Haría, au nord de l'île de Lanzarote.